# أدريان مورو (لاعب كرة قدم)
أدريان مورو (بالإسبانية: Adrián Muro Hernández) هو لاعب كرة قدم مكسيكي في مركز الوسط، ولد في 7 سبتمبر 1995 في ولاية أغواسكالينتس في المكسيك. لعب مع Alebrijes de Oaxaca ‏.